# Site mégalithique de Saint-Just
Le site mégalithique de Saint-Just, ou de la Lande de Cojoux, sur la commune de Saint-Just, en Ille-et-Vilaine, est l'un des sites mégalithiques majeurs de Bretagne, en raison de son ampleur et de sa diversité. Situé à l'ouest du bourg, il s'étend principalement sur une crête rocheuse orientée Est / Ouest. Il présente plusieurs types de constructions, tumulus, allées couvertes, dolmens, menhirs, toutes édifiées au Néolithique. Sur la quinzaine de sites mégalithiques encore visibles, six sont classés ou inscrits aux monuments historiques.

## Localisation
La majorité des mégalithes sont situés sur une crête délimitée à l'ouest par la vallée du Canut, affluent de la Vilaine, et par le ruisseau de l'étang de Saint-Just, s'étendant sur près d'un kilomètre et demi. 

## Historique
Décrits dès le XIXe siècle, les mégalithes ont été redécouverts lors des incendies de la Lande de Cojoux en 1976 et 1989. Si des fouilles avaient été entreprises dès 1956, plusieurs campagnes de recherches et de mise en valeur ont été menées depuis lors, donnant lieu à plusieurs publications scientifiques.

## Édifices de la crête

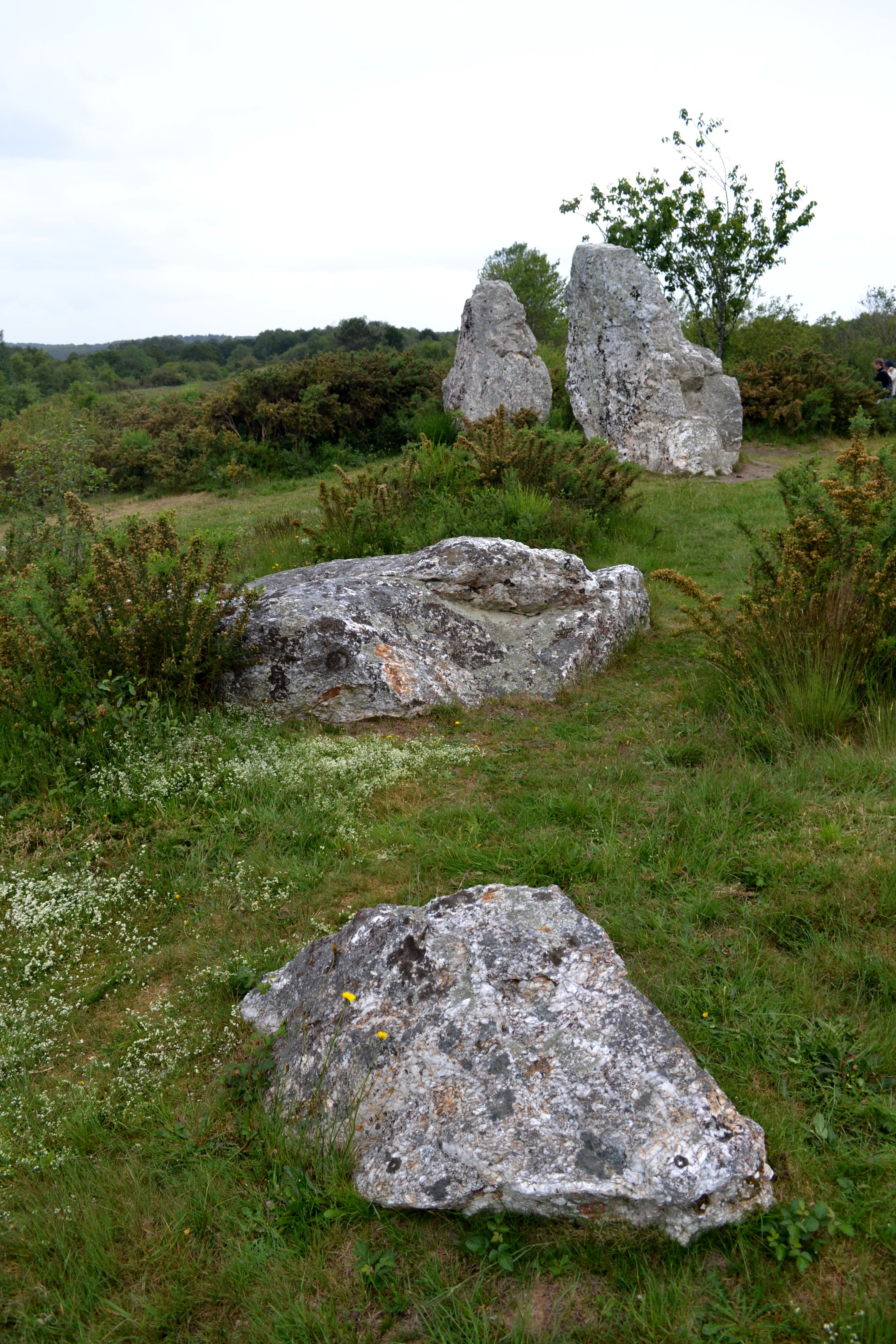
Les Demoiselles de Cojoux : au fond, les deux pierres dressées, au près, les deux pierres couchées.

### Alignement des Roches Piquées, ou Demoiselles de Cojoux
L'alignement des Roches Piquées, ou Les Demoiselles de Cojoux, sont un ensemble de 3 pierres, voire 4, dont l'une est couchée. Les principaux blocs mesurent environ trois mètres de hauteur. Sur les deux pierres encore dressées, l'une est en quartz, l'autre en poudingue de Gourin. Une pierre, plus petite, est située à quelques mètres à l'est du bloc couché.
Les pierres sont nommées selon une légende locale, qui témoigne du syncrétisme religieux en Bretagne.

### Tumulus du Château Bû

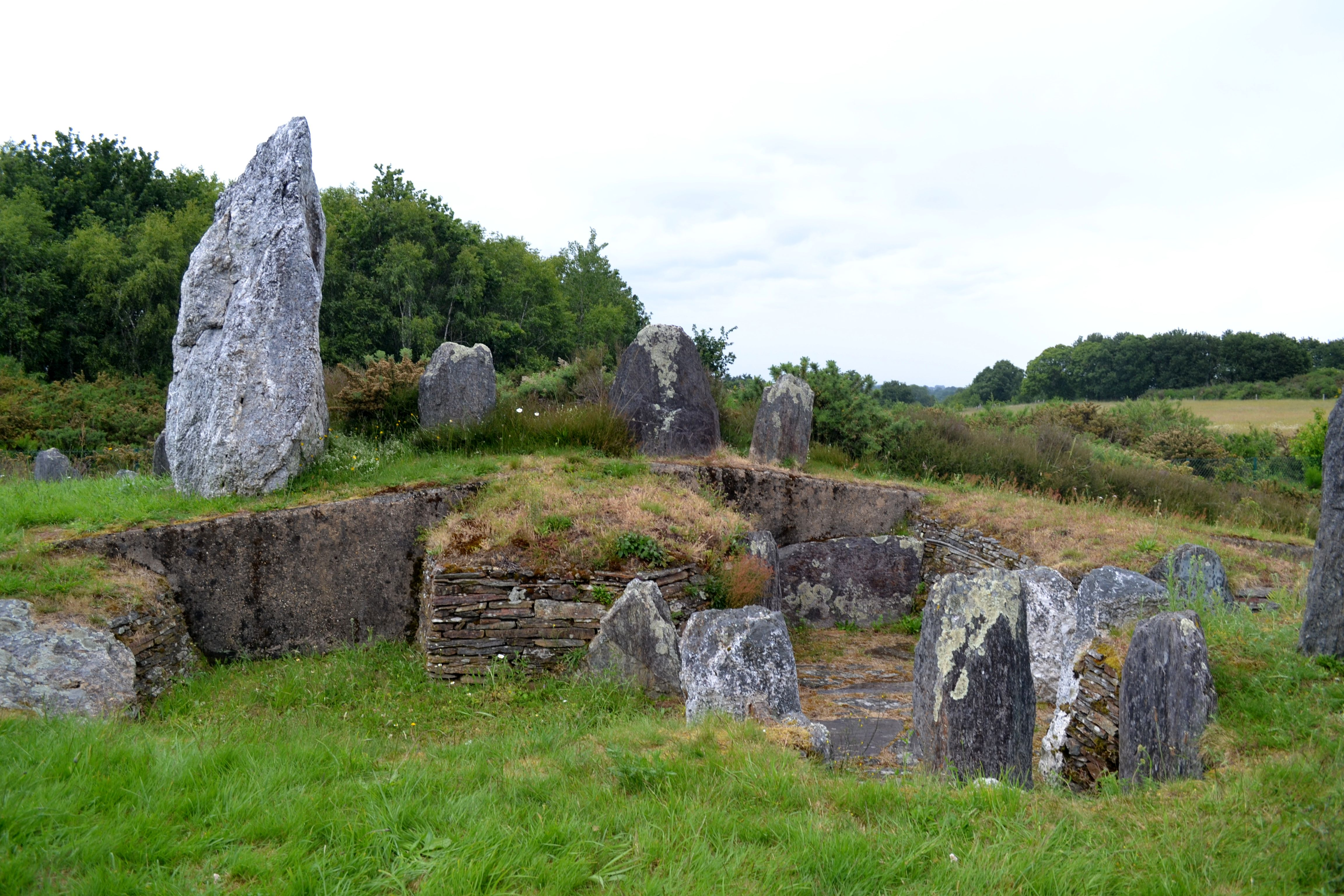
Vue d'ensemble du tumulus du Château Bû

## Édifices à l'ouest du Canut

### Menhirs
- Menhirs de Sévéroué
- Menhirs de Bel Air (renversés)
- Menhirs de la Lande de Parsac (3 menhirs)
- Menhirs de Poubreuil (4 menhirs)
- Menhirs du Bois du Rocher (2 menhirs)

### Alignement de Bosné
Cet alignement était situé au nord du bourg de Saint-Just, au lieu-dit Bosné, dont il tire son nom. L'alignement a été inscrit au titre des monuments historiques en 1978.
Dans le cadre du remembrement, les menhirs qui le constituaient ont, malgré tout, été déplacés en bordure de la parcelle où ils se situaient. L'alignement, avant destruction, s'étirait sur une trentaine de mètres. Les blocs sont en quartz.

## Datation
Le patrimoine mégalithique de la commune de Saint-Just remonterait à environ 4500 av. J.-C. Il s'agirait d'un important centre religieux du Néolithique.

## Mise en valeur
À la suite d'un important incendie de la lande en 1989, le département acquiert une superficie de 150 hectares pour reconstituer la lande et aménager le site. Un sentier balisé est tracé le long des alignements de la crête, avec plusieurs stations d'observation sur le parcours.
La Maison des mégalithes et des landes, abritant un musée, a été ouverte dans le bourg de Saint-Just. 